# لويس إي. أغيلار ليون
لويس إي. أغيلار ليون هو صحفي كوبي، ولد في 1926 في مانزانيلو في كوبا، وتوفي في 5 يناير 2008.